# 바운티 호의 반란 (1935년 영화)
《바운티호의 반란》(Mutiny On The Bounty)은 미국에서 제작된 프랭크 로이드 감독의 1935년 모험, 드라마 영화이다. 찰스 로튼 등이 주연으로 출연하였고 어빙 탈버그 등이 제작에 참여하였다.

## 줄거리
1787년, 윌리엄 블라이는 영국 왕립 해군의 상선 바운티 호를 지휘한다. 블라이는 규율이 부족하거나 선내에서 어떠한 위반을 저지르거나 자신의 권위에 도전하는 장교와 선원 모두에게 일상적으로 혹독한 처벌을 가하는 잔혹한 폭군이다. 지역 술집에서 선원들을 강제 징집한 후, 바운티 호는 포츠머스에서 폴리네시아 섬에서 빵나무를 자메이카로 운송하기 위한 2년간의 태평양 횡단 항해를 시작한다.
배의 선임 장교인 플레처 크리스천은 강인하면서도 자비로운 사람으로, 블라이가 선원들을 대하는 방식에 반대한다. 로저 비얌은 블라이에 대한 충성심과 크리스천과의 우정 사이에서 갈등하는 이상주의적인 사관생도이다.
항해 중, 크리스천이 배에서 블라이의 부당한 관행에 공개적으로 도전하면서 크리스천과 블라이 사이의 적대감은 커진다. 배가 타히티섬에 도착하여 선원들이 서인도 제도로 가져갈 빵나무 식물을 확보할 때, 블라이는 크리스천이 머무는 동안 배를 떠나지 못하게 하여 그를 처벌한다.
한편, 비얌은 섬에 거주지를 마련하고 섬의 추장인 히티히티(윌리엄 뱀브리지)와 그의 딸 테하니와 함께 살며, 타히티어 영어 사전을 편찬한다. 히티히티는 블라이에게 크리스천에게 하루 동안 섬에 나가는 것을 허락해달라고 설득한다. 블라이는 동의하지만, 앙심을 품고 즉시 허락을 취소한다. 크리스천은 명령을 무시하고 타히티 소녀 마이미티와 함께 배 밖에서 하루를 보낸다. 크리스천은 언젠가 돌아오겠다고 그녀에게 약속한다.
타히티를 떠난 후, 블라이의 혹독한 규율로 인해 배의 사랑받는 의사 바쿠스 씨가 사망하고, 블라이가 빵나무 식물에 더 많은 물을 주기 위해 선원들의 물 배급량을 심하게 줄이자 선원들 사이에서 반란 이야기가 시작된다.
크리스천은 처음에는 반란에 반대했지만, 선원들이 쇠사슬에 묶인 것을 목격하자 더 이상 블라이의 잔혹함을 참을 수 없다고 판단하고 반란을 승인한다. 선원들은 무기 보관함을 습격하여 배를 장악한다. 블라이와 그의 충성파들은 보트에 태워져 생존을 위한 지도와 식량을 가지고 바다에 표류하게 된다. 블라이의 꾸준한 리더십 덕분에 그들은 육지로 돌아갈 수 있다.
한편, 크리스천은 바운티 호가 타히티로 돌아가도록 명령한다. 반란 당시 선실에 있던 비얌은 크리스천이 한 일을 못마땅해하며 둘은 더 이상 친구가 될 수 없다고 결정한다.
몇 달 후, 비얌은 테하니와 결혼하고, 크리스천은 마이미티와 결혼하여 아이를 낳았으며, 나머지 선원들은 섬에서 자유를 만끽하고 있다. 오랜 소원 끝에 비얌과 크리스천은 다시 화해한다. 그러나 영국 함선 판도라 호가 접근하는 것이 발견되자 비얌과 크리스천은 헤어져야 한다고 결정한다. 비얌과 몇몇 선원들은 영국으로 돌아가기 위해 섬에 남아있고, 크리스천은 나머지 선원들, 그의 아내, 그리고 몇몇 타히티 남녀를 데리고 바운티 호에 다시 승선하여 피난처를 찾을 새로운 섬을 찾아 나선다.
비얌은 판도라 호에 승선하고, 놀랍게도 블라이가 선장임을 알게 된다. 비얌이 반란에 연루되었다고 의심하는 블라이는 그를 나머지 해상 항해 동안 투옥시킨다.
영국으로 돌아온 비얌은 군사 재판을 받고 반란 혐의로 유죄 판결을 받는다. 법정이 그를 선고하기 전에 비얌은 바운티 호에서 블라이의 잔인하고 비인간적인 행동에 대해 이야기한다. 그의 친구인 조지프 뱅크스 경과 후드 경의 중재로 비얌은 조지 3세 국왕에게 사면을 받고 해군 경력을 계속할 수 있게 된다.
한편, 크리스천은 무인도이지만 지속 가능한 섬인 핏케언을 발견했으며, 그곳이 영국 왕립 해군의 손이 미치지 않는 적절한 피난처를 제공할 것이라고 믿는다. 바운티 호가 암초에 부딪힌 후, 크리스천은 배를 불태우라고 명령한다.

## 갤러리

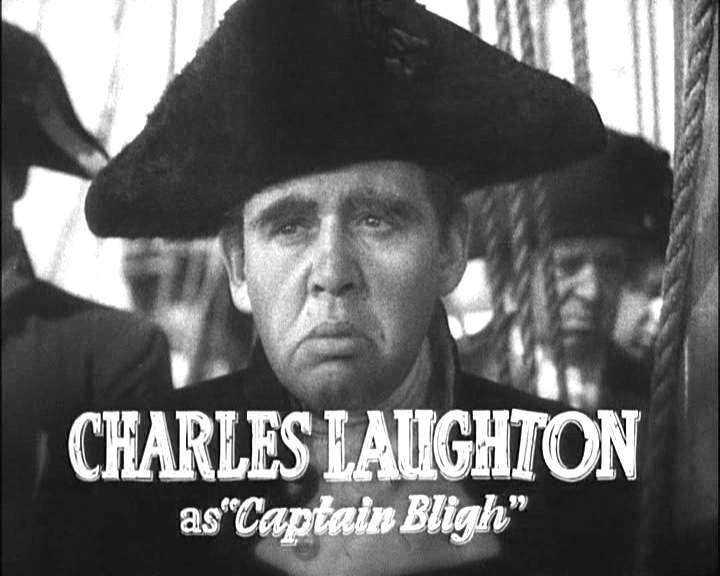
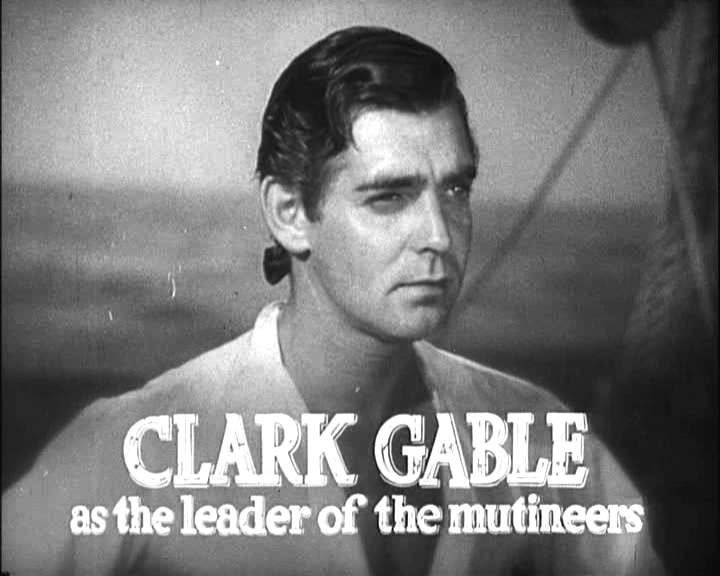
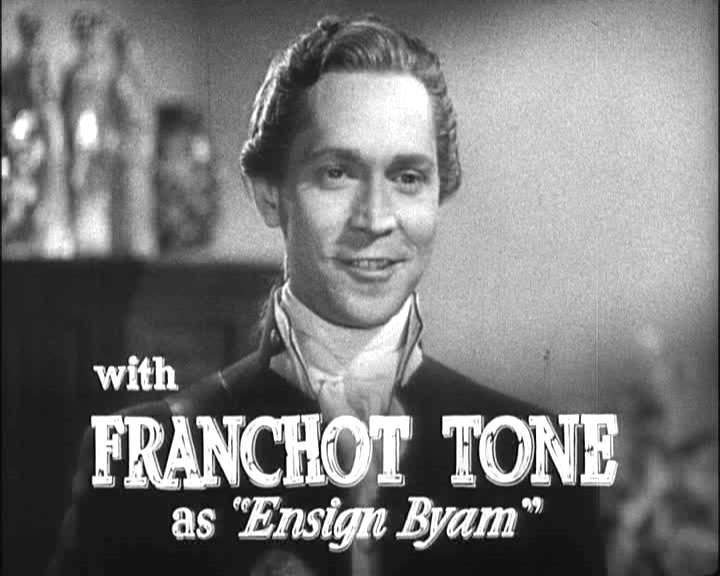
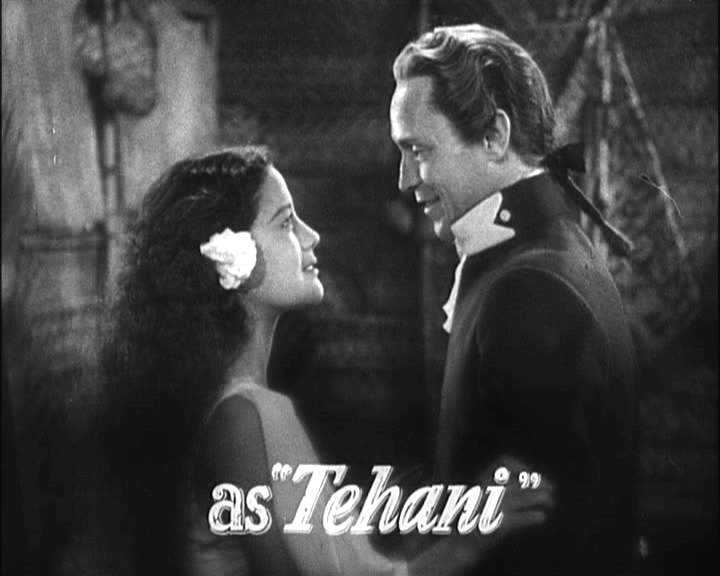
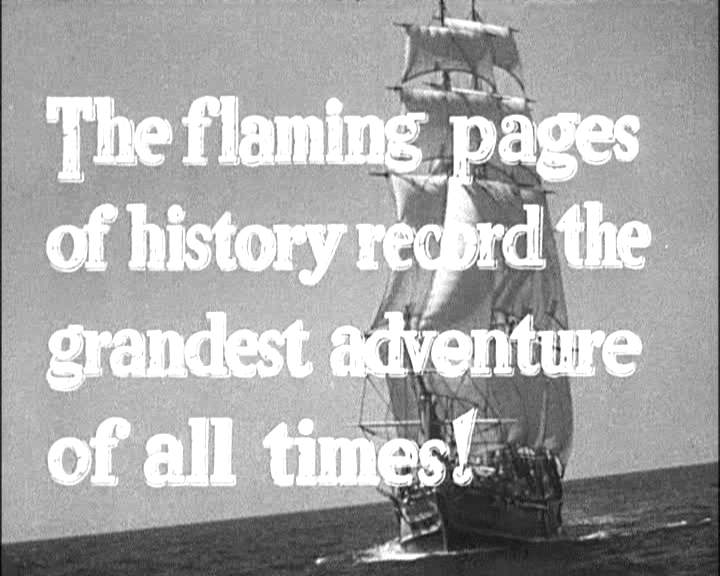
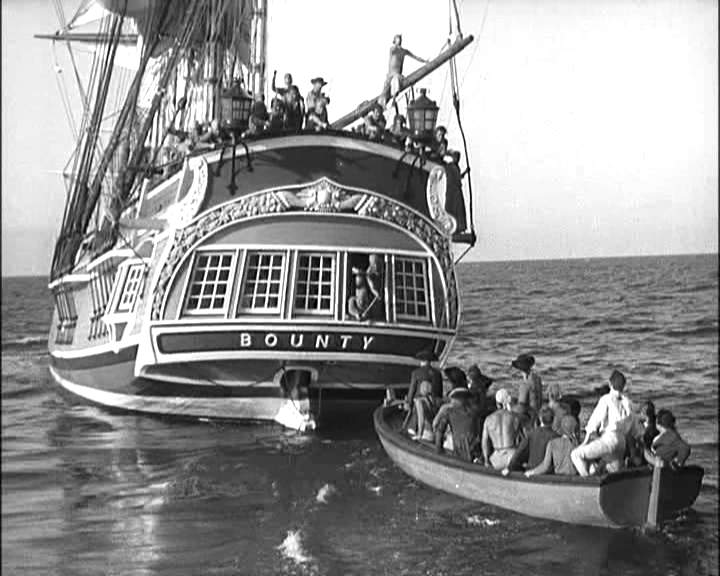
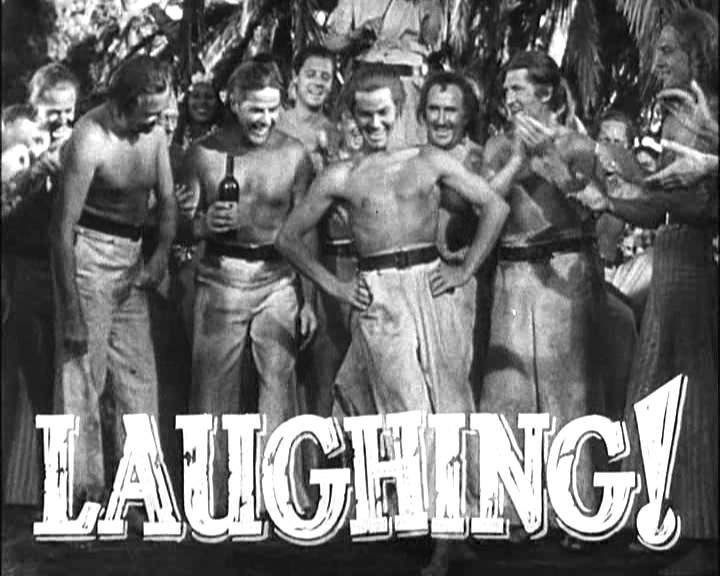
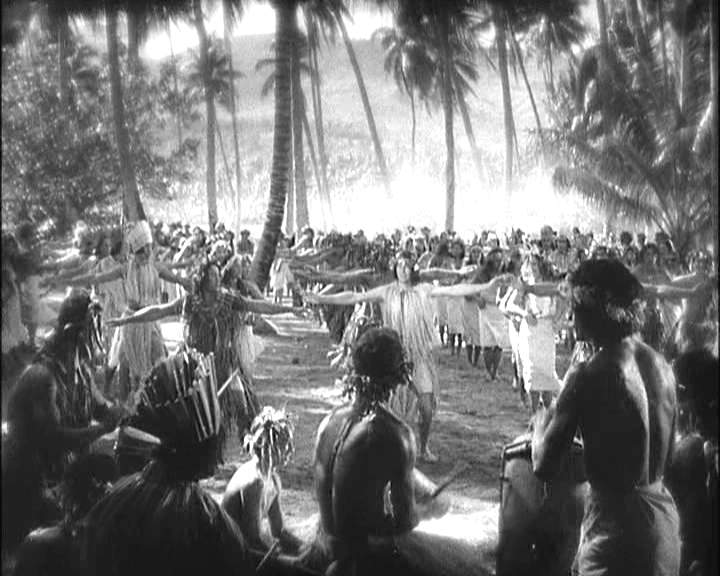
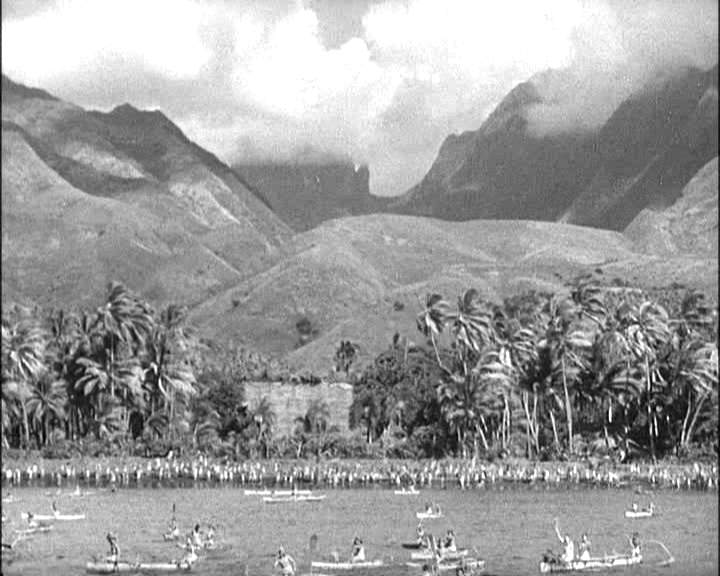
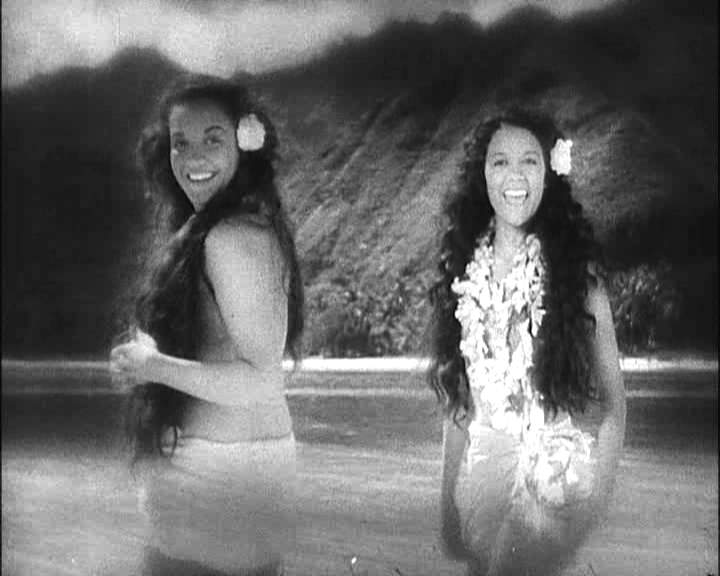
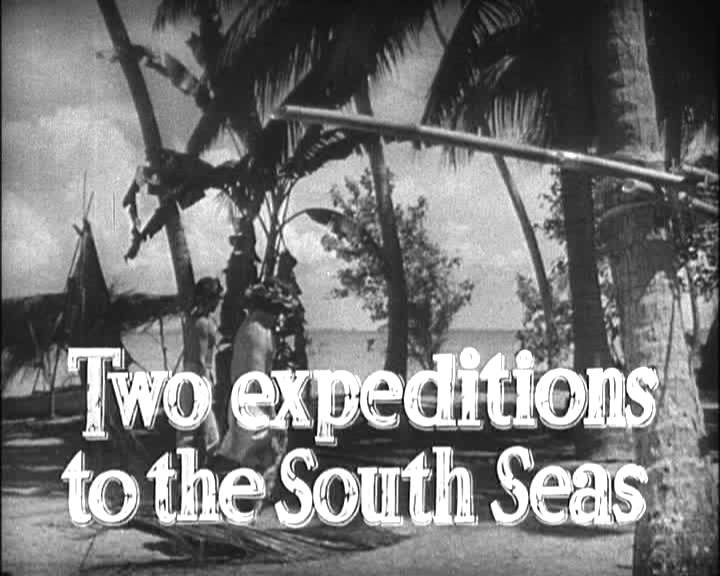
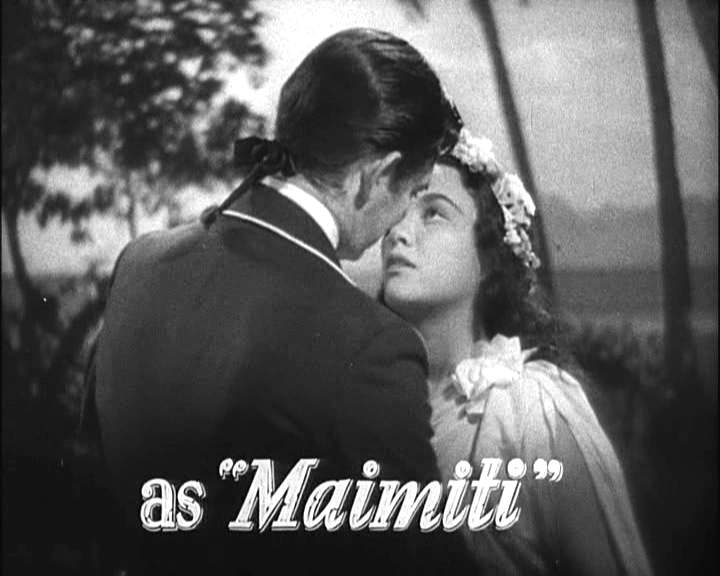
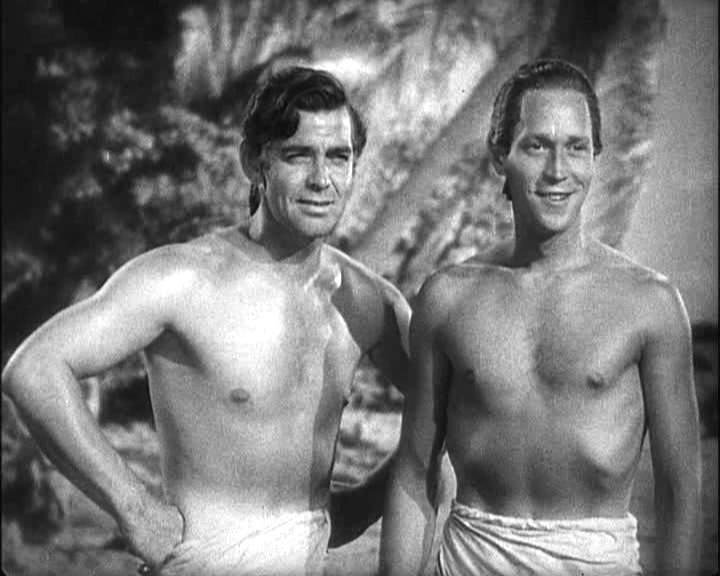

## 출연

### 주연
- 찰스 로튼
- 클라크 게이블
- 프랑코트 톤

### 조연
- 허버트 문딘
- 에디 퀼런
- 더들리 디거스
- 도널드 크리스프

## 기타
- 원작자: 찰스 노드호프
- 원작자: 제임스 노먼 홀
- 협력프로듀서: 앨버트 루인
- 음향: 더글러스 시어러
- 미술: 세드릭 기븐스